# Сантана ди Мораес, Эдерсон
Э́дерсон Санта́на ди Мора́ес (порт.-браз. Ederson Santana de Moraes; 17 августа 1993, Озаску) — бразильский футболист, вратарь клуба «Манчестер Сити» и сборной Бразилии. Участник чемпионата мира 2022 года.
Двукратный чемпион Португалии в составе «Бенфики» и шестикратный чемпион Англии в составе «Манчестер Сити».

## Биография
Эдерсон родился в Бразилии, в городке Озаску, который расположен в штате Сан-Паулу. В молодёжную академию футбольного клуба «Сан-Паулу» попал только в 15-летнем возрасте, что не помешало талантливому голкиперу полностью раскрыться. Спустя год Эдерсон перебирается в структуру «Бенфики».

## Клубная карьера
После двух лет в молодёжной команде Эдерсон уходит в маленький клуб «Риберайю», из второго португальского дивизиона. В течение сезона 18-летний Эдерсон сразу стал основным голкипером команды, проведя за клуб 30 матчей. Молодого голкипера заметили сразу несколько клубов из высшего дивизиона Португалии, и уже летом 2012 года Эдерсон перебирается в «Риу Аве». 18 августа в матче против «Маритиму» он дебютировал в Сангриш лиге. Первый сезон 19-летний Эдерсон провёл в запасе, поскольку первым номером в клубе был Ян Облак, находившийся в аренде из «Бенфики». В конце сезона Облак вернулся в «Бенфику», а бразилец занял место основного кипера команды.
За два следующих сезона Эдерсон провёл за основную команду 37 матчей, в которых продемонстрировал свой талант. 21-летнего юношу заметили в Лиссабоне, и бразилец вернулся в клуб, в котором начинал свой футбольный путь в Португалии.

### «Бенфика»

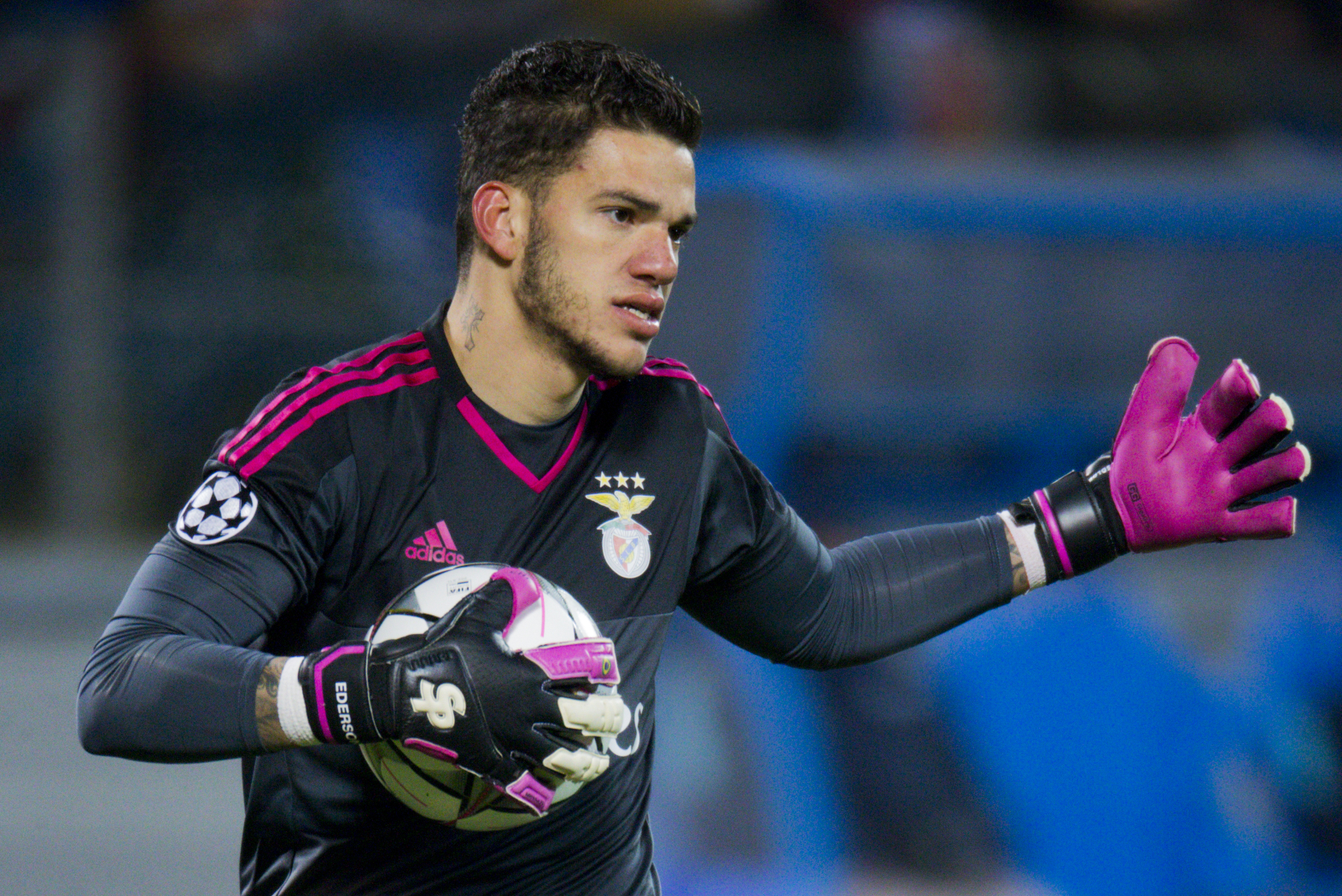
Эдерсон в составе «Бенфики»

Летом 2015 года он вернулся в «Бенфику», в качестве основного дублёра Жулио Сезара. Для получения игровой практики первые полгода Эдерсон выступал в Сегунда Лиге за дублёров. В начале 2016 года Сезар получил травму. Он сумел воспользоваться своим шансом и завоевал место в основе. 5 марта в дерби против «Спортинга» Эдерсон дебютировал за «Бенфику». Игра проходила на «Жозе Алваладе». В первом круге на «Эштадиу да Луш» лиссабонские «львы» крупно выиграли 3:0. Фаворитом считался «Спортинг», и выигрыш открывал «львам» дорогу к чемпионству. Но Эдерсон испортил «львам» праздник. «Орлы» выиграли 1:0 и вышли на первую позицию. Спустя несколько дней в поединке против санкт-петербургского «Зенита» он дебютировал в Лиге чемпионов. В Лиссабоне с Жулио Сезаром «Бенфика» выиграла 1:0. Но в Санкт-Петербург опытный бразилец не приехал, а молодой стал героем встречи. При счёте 1:0 в пользу питерцев Артём Дзюба вышел один на один с Эдерсоном, но не смог обыграть вратаря. В следующем круге «Бенфика» уступила «Баварии», но Эдерсон своей игрой заинтересовал Пепа Гвардиолу. В 2016 году Эдерсон помог клубу выиграть чемпионат.
Следующий сезон Эдерсон начал, как основной голкипер клуба. Его уверенная игра привлекла внимание многих европейских грандов. В 2017 году он во второй раз стал чемпионом Португалии.

### «Манчестер Сити»

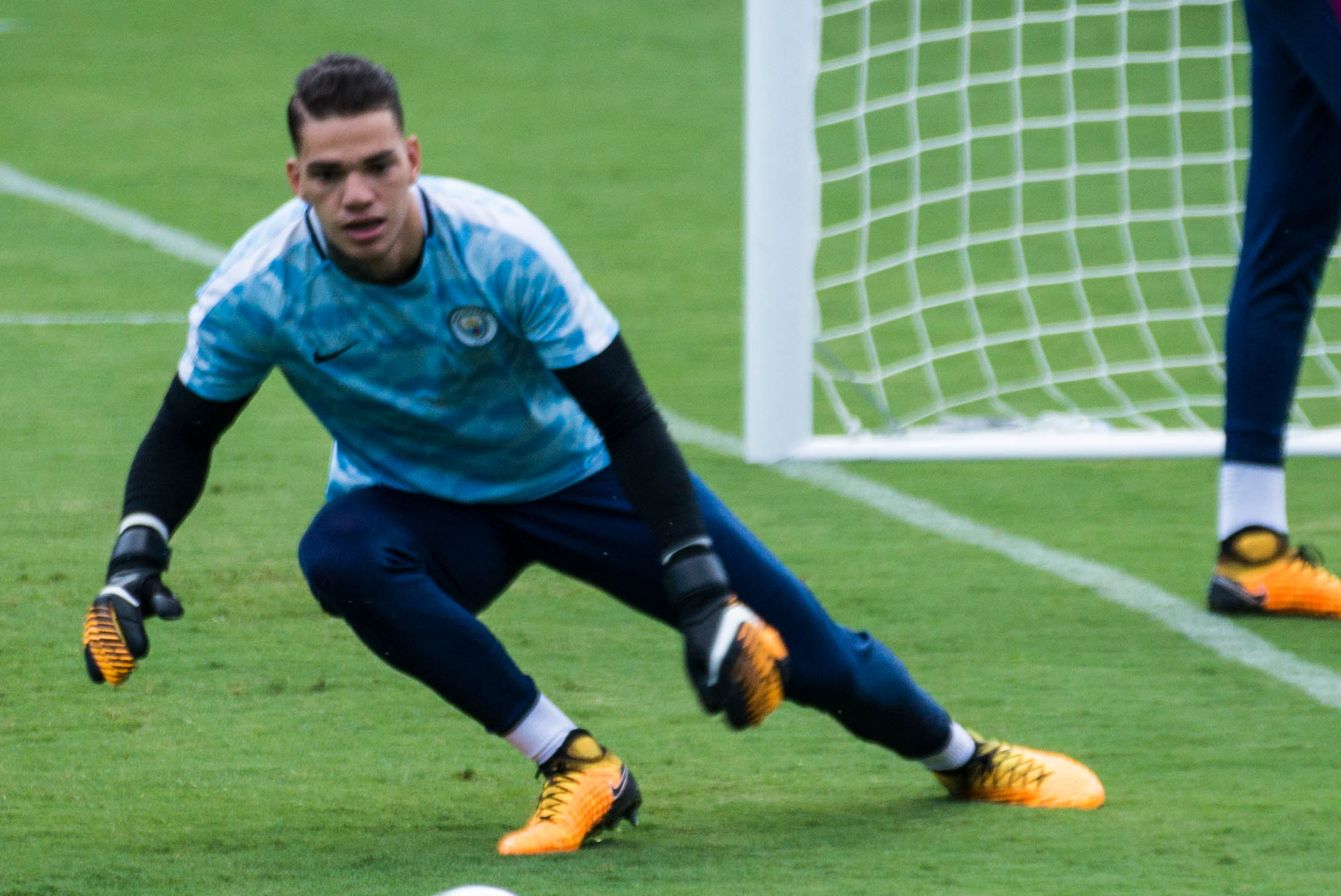
Эдерсон в составе «Манчестер Сити»

Летом 2017 года Эдерсон перешёл в английский «Манчестер Сити». Сумма трансфера составила 34.9 млн фунтов стерлингов, что стало трансферным рекордом среди вратарей. До этого рекорд принадлежал Джанлуиджи Буффону, который 2001 году перешёл из «Пармы» в «Ювентус» за 105 миллиардов лир (33 миллиона евро). Главный тренер «горожан» Пеп Гвардиола лично настоял на трансфере бразильского голкипера, поскольку был впечатлён игрой 23-летнего игрока. Испанский наставник покупал бразильца для усиления основы, Эдерсон начал сезон как игрок стартового состава. Дебют Эдерсона за «Манчестер Сити» состоялся 21 июля 2017 года в товарищеском матче против «Манчестер Юнайтед» (0:2), который «горожане» уступили. 12 августа в матче против «Брайтон энд Хоув Альбион» он дебютировал в английской Премьер-лиге. 9 сентября 2017 года Эдерсона в матче против «Ливерпуля» на 36-й минуте травмировал нападающий красных Садио Мане, попав бутсой по лицу.. После этого голкипер 10 минут лежал на газоне без сознания, а Мане был бесспорно удален с поля. Эдерсон был заменен запасным голкипером Клаудио Браво. В больнице Эдерсону наложили восемь швов и отпустили домой. Через три дня он уже защищал ворота «Манчестер Сити» в матче группового этапа Лиги чемпионов против «Фейеноорда» и отстоял его на ноль. Во избежания получения подобных травм, Эдерсон стал играть в шлеме. 10 мая 2018 года Эдерсон попал в книгу рекордов Гиннесса как автор самого длинного выноса в футболе. На тренировке бразилец отправил мяч на 75,35 метра, что на 5,5 метра превышает предыдущий рекорд. В своём дебютном сезоне Эдерсон стал чемпионом Англии.
В сентябре 2021 года стало известно, что ФИФА дисквалифицировал игрока на 5 дней из-за того, что его не отпустили на матчи Бразилии в рамках отборочного турнира чемпионата мира-2022.

## Карьера в сборной
Эдерсон не выступал за юношеские сборные Бразилии, поскольку начал свою карьеру достаточно поздно. Однако свой дебют на молодёжном уровне он совершил со сборной до 20 лет на молодёжном турнире в Тулоне. Бразильцы победили в турнире, а Эдерсон провёл за команду только один матч, но все таки тоже получил золотую медаль.
11 октября 2017 года в отборочном матче чемпионата мира 2018 против сборной Чили Эдерсон дебютировал за первую сборную Бразилии. Обеспечившие себе место на чемпионате мира 2018 года в России «пентакампеоны» разгромили чилийцев со счётом 3:0 и не позволили им пробиться на мундиаль. Эдерсон провёл весь матч и отразил несколько достаточно опасных ударов.
В 2018 году Эдерсон принял участие в чемпионате мира в России. На турнире он был запасным вратарём и на поле не вышел.

## Статистика выступлений
| Выступление      | Выступление      | Выступление      | Чемпионат | Чемпионат | Кубки | Кубки | Другие | Другие | Итого | Итого |
| Клуб             | Лига             | Сезон            | Игры      | Голы      | Игры  | Голы  | Игры   | Голы   | Игры  | Голы  |
| ---------------- | ---------------- | ---------------- | --------- | --------- | ----- | ----- | ------ | ------ | ----- | ----- |
| Риу Аве          | Примейра         | 2012/13          | 2         | -2        | 6     | -12   | —      | —      | 8     | -14   |
| Риу Аве          | Примейра         | 2013/14          | 18        | -23       | 10    | -4    | —      | —      | 28    | -27   |
| Риу Аве          | Примейра         | 2014/15          | 17        | -18       | 9     | -11   | 2      | -4     | 28    | -33   |
| Риу Аве          | Итого            | Итого            | 37        | -43       | 25    | -27   | 2      | -4     | 64    | -74   |
| Бенфика          | Примейра         | 2015/16          | 10        | -4        | 5     | -4    | 3      | -4     | 18    | -12   |
| Бенфика          | Примейра         | 2016/17          | 27        | -12       | 6     | -5    | 7      | -10    | 40    | -27   |
| Бенфика          | Итого            | Итого            | 37        | -16       | 11    | -9    | 10     | -14    | 58    | -39   |
| Манчестер Сити   | Премьер-лига     | 2017/18          | 36        | -26       | 0     | -0    | 9      | -10    | 45    | -36   |
| Манчестер Сити   | Премьер-лига     | 2018/19          | 38        | -23       | 7     | -3    | 10     | -12    | 55    | -38   |
| Манчестер Сити   | Премьер-лига     | 2019/20          | 35        | -28       | 1     | -2    | 8      | -7     | 44    | -37   |
| Манчестер Сити   | Премьер-лига     | 2020/21          | 36        | -28       | 0     | -0    | 12     | -5     | 48    | -33   |
| Манчестер Сити   | Премьер-лига     | 2021/22          | 37        | -26       | 1     | -0    | 11     | -14    | 49    | -40   |
| Манчестер Сити   | Премьер-лига     | 2022/23          | 35        | -32       | 2     | -3    | 11     | -4     | 48    | -39   |
| Манчестер Сити   | Премьер-лига     | 2023/24          | 33        | -27       | 0     | -0    | 10     | -7     | 43    | -34   |
| Манчестер Сити   | Премьер-лига     | 2024/25          | 26        | -26       | 3     | -2    | 11     | -26    | 40    | -54   |
| Манчестер Сити   | Итого            | Итого            | 276       | -216      | 14    | -10   | 82     | -85    | 372   | -311  |
| Всего за карьеру | Всего за карьеру | Всего за карьеру | 350       | -275      | 50    | -46   | 94     | -103   | 494   | -424  |

1. ↑  В графе «Кубки» указаны игры и голы в национальных кубках, суперкубках и кубках лиги.
2. ↑  Лига чемпионов УЕФА, Лига Европы УЕФА, Суперкубок УЕФА, Клубный чемпионат мира по футболу.

## Личная жизнь
Эдерсон много времени посвящает футболу, но это не помешало ему устроить личную жизнь. Со своей будущей супругой Лаис он познакомился в Сан-Паулу, девушка училась на факультете туристического менеджмента.
Влюбленные поженились довольно в юном возрасте. Свадьбу сыграли в 2014 году, а спустя 3 года на свет появилась дочка Ясмин. Дочка посещала матчи и тренировки отца, когда еще не умела ходить, а через год в семье Эдерсона случилось пополнение — родился сын Энрике. В 2019 году голкипер стал многодетным отцом, в декабре родилась дочь Лаура.
У вратаря на теле порядка 40 татуировок. Среди них есть те, которые посвящены его детям и любимой жене. Фото своей семьи голкипер часто публикует в социальных сетях. Голкипер довольно верующий человек и многие фотографии детей и жены подписаны библейскими цитатами. Много совместных фотографий и на аккаунте жены Эдерсона. Лаис дополнительно ведет странички своих детей, где публикует фотографии их взросления. 

## Достижения

### Командные достижения
«Бенфика»
- Чемпион Португалии (2): 2015/16, 2016/17
- Обладатель Кубка Португалии: 2016/17

«Манчестер Сити»
- Чемпион Англии (6): 2017/18, 2018/19, 2020/21, 2021/22, 2022/23, 2023/24
- Обладатель Кубка Англии (2): 2018/19, 2022/23
- Обладатель Кубка Футбольной лиги (4): 2017/18, 2018/19, 2019/20, 2020/21
- Обладатель Суперкубка Англии (3): 2018, 2019, 2024
- Финалист Лиги чемпионов УЕФА: 2020/21
- Победитель Лиги чемпионов УЕФА: 2022/23
- Обладатель Суперкубка УЕФА: 2023
- Победитель Клубного чемпионата мира: 2023

Сборная Бразилии
- Победитель Турнира в Тулоне: 2014
- Обладатель Кубка Америки: 2019
- Финалист Кубка Америки: 2021

### Личные достижения
- Лучший вратарь Примейра-лиги: 2016/17[14]
- Золотая перчатка английской Премьер-лиги (3): 2019/20, 2020/21, 2021/22
- Член «команды года» в Премьер-лиге по версии ПФА (2): 2018/19, 2020/21
- Входит в состав символической сборной Лиги чемпионов УЕФА: 2020/21
- Лучший вратарь мира по версии МФФИИС 2023
- Лучший вратарь Европы по версии УЕФА: 2023
- Обладатель награды The best FIFA Men's Goalkeeper: 2023
- Член сборной ФИФПРО: 2024